# Sheila McCarthy
Pour les articles homonymes, voir MacCarthy.
Sheila (Catherine) McCarthy — née le 1er janvier 1956 à Toronto en Ontario — est une actrice et chanteuse (occasionnellement danseuse) canadienne.
Elle s'est illustrée dans de nombreux films incluant ; Le Chant des sirènes (1987), 58 minutes pour vivre (1990), Le Jour d'après (2004), Le Journal intime d'une future star (2004), Oscar, le chien qui vaut des milliards (2005), Les Sœurs Callum (2006), Antiviral (2012)...
Elle a également été la vedette de plusieurs séries dont La Petite Mosquée dans la prairie (2007)...
Elle est l'une des rares actrices canadiennes à avoir remporté deux Genie Awards (films), deux Gemini Awards (television), un ACTRA Award et deux Dora Awards (theatre), ainsi que de multiples nominations,.

## Biographie
Au cinéma, Sheila McCarthy joue dans trente-deux films (américains, canadiens ou en coproduction) à ce jour, depuis Le Chant des sirènes de Patricia Rozema (1987, avec Paule Baillargeon et Ann-Marie MacDonald) jusqu'à Dernier Combat (en) de Damian Lee (2014, avec Dominic Purcell et James Caan).
Entretemps, citons 58 minutes pour vivre de Renny Harlin (1990, avec Bruce Willis et Bonnie Bedelia), Le Jour d'après de Roland Emmerich (2004, avec Dennis Quaid et Jake Gyllenhaal) et Antiviral de Brandon Cronenberg (2012, avec Caleb Landry Jones et Sarah Gadon).
Pour la télévision, à ce jour, elle apparaît dans trente-et-un téléfilms entre 1985 et 2010, dont La Vie secrète d'une milliardaire de John Erman (1999, avec Lauren Bacall et Richard Chamberlain) et L'Autre Côté du rêve de Philip Haas (2002, avec James Caan et Lukas Haas) ou encore Les Sœurs Callum (2006).
S'y ajoutent trente-six séries de 1982 à 2014, dont Alfred Hitchcock présente (un épisode, 1989), Un drôle de shérif (quatre épisodes, 1995-1996) et La Petite Mosquée dans la prairie (intégrale en quatre-vingt-onze épisodes, 2007-2012).
Également active au théâtre, Sheila McCarthy se produit notamment au festival de Stratford (Ontario), entre autres dans la pièce de William Shakespeare Le Songe d'une nuit d'été (1993, avec Colm Feore) et la comédie musicale de Frank Loesser Blanches colombes et vilains messieurs (2004, avec Cynthia Dale).
Pour ses rôles dans les films Le Chant des sirènes (1987) précité et The Lotus Eaters de Paul Shapiro (en) (1993, avec R.H. Thomson), elle gagne à deux reprises le Prix Génie de la meilleure actrice.

## Filmographie partielle

### Cinéma
- 1987 : Le Chant des sirènes (I've Heard the Mermaids Singing) de Patricia Rozema : Polly Vandersma
- 1989 : L'Île des pirates disparus (George's Island) de Paul Donovan : Mlle Birdwood
- 1990 : Fenêtre sur Pacifique (Pacific Heights) de John Schlesinger : Liz Hamilton
- 1990 : White Room de Patricia Rozema : Zelda
- 1990 : Bright Angel de Michael Fields : Nina
- 1990 : Beautiful Dreamers de John Kent Harrison : Molly Jessop
- 1990 : 58 minutes pour vivre (Die Hard 2) de Renny Harlin : Samantha « Sam » Coleman
- 1991 : Montréal vu par… (film à sketches), segment Desperanto de Patricia Rozema : Ann Stuart
- 1991 : Stepping Out de Lewis Gilbert : Andy
- 1993 : The Lotus Eaters de Paul Shapiro : Diana Kingswood
- 1996 : Kid... napping ! (House Arrest) d'Harry Winer : Diana Kingswood
- 2004 : Adorable Julia (Being Julia) d'István Szabó : Grace Dexter
- 2004 : Le Jour d'après (The Day After Tomorrow) de Roland Emmerich : Judith, la bibliothécaire
- 2004 : Geraldine's Fortune de John N. Smith : Tina Larose
- 2004 : Le Journal intime d'une future star (Confessions of a Teenage Drama Queen) de Sara Sugarman : Mme Gerard
- 2005 : Oscar, le chien qui vaut des milliards (Bailey's Billion$) de David Devine (en) : Peggy Delaney
- 2007 : The Stone Angel de Kari Skogland : Doris
- 2009 : Year of the Carnivore de Sook-Yin Lee : Mme Smalls
- 2012 : Antiviral de Brandon Cronenberg : Dev Harvey
- 2014 : Dernier Combat (A Fighting Man) de Damian Lee : Rose
- 2022 : Women Talking de Sarah Polley

### Télévision

#### Séries télévisées
- 1989 : Alfred Hitchcock présente (Alfred Hitchcock Presents), seconde série
  - Saison 4, épisode 7 For Art's Sake : Sarah Hollister
- 1990 : E.N.G.
  - Saison 1, épisode 12 Till Death Us Do Part : Carol Barton
- 1994 : Sauvez Willy (Free Willy), série d'animation
  - Saisons 1 et 2, 21 épisodes (intégrale) : Annie Greenwood (voix)
- 1995-1996 : Un drôle de shérif (Picket Fences)
  - Saison 4, épisode 2 Tu récolteras la tempête (Reap the Whirlwind, 1995) de James Frawley, épisode 6 Au cœur de la nuit (Heart of Saturday Night, 1995) de Jeremy Kagan, épisode 13 L'Amour toujours (My Romance, 1996) et épisode 22 Trois mariages et pas d'enterrement (Three Weddings and a Meltdown, 1996) de Mel Damski : Sue Walsh
- 1996 : Les Contes d'Avonlea (Road to Avonlea)
  - Saison 7, épisode 7 Les Lumières de Broadway (King of the Great White Way) d'Harvey Frost : Betty Blaine
- 1998-2000 : Émilie de la Nouvelle Lune (Emily of New Moon)
  - Saisons 1 à 4, 46 épisodes (intégrale) : Laura Murray
- 2005 : Missing : Disparus sans laisser de trace (1-800-Missing)
  - Saison 3, épisode 9 En proie au doute (Analysis) : Dr Eleanor Reese
- 2007-2012 : La Petite Mosquée dans la prairie (Little Mosque on the Prairie)
  - Saisons 1 à 6, 91 épisodes (intégrale) : Sarah Hamoudi
- 2013 : Les Enquêtes de Murdoch (The Murdoch Mysteries)
  - Saison 6, épisode 11 Les Amants maudits (Lovers in a Murderous Time) : Felicity Dowes
- 2019 : Umbrella Academy : Agnes, la vendeuse de Griddy's Doughnuts

#### Téléfilms
- 1985 : Love & Larceny de Robert Iscove : Mary Bigley
- 1990 : Steel Magnolias de Thomas Schlamme : Annelle Dupuy-Desoto
- 1990 : Back to the Beanstalk de Burt Metcalfe : Garbanza
- 1992 : Le Choix d'une mère (A Private Matter) de Joan Micklin Silver : Diane Callaghan
- 1996 : Passion par procuration ou La Fragilité des roses (The Care and Handling of Roses) de Mel Damski : Carol Doster
- 1998 : Sale temps pour les maris (Dead Husbands) de Paul Shapiro : Jane Armitage
- 1999 : You Known My Name de John Kent Harrison : Mme Lynn
- 1999 : La Vie secrète d'une milliardaire (Too Rich: The Secret Life of Doris Duke) de John Erman : Tammy
- 2000 : L'Amour en question (Custody of the Heart) de David Hugh Jones : Alice
- 2002 : L'Autre Côté du rêve (Lathe of Heaven) de Philip Haas : Penny
- 2002 : Les Rats (The Rats) de John Lafia : Mlle Paige
- 2003 : À nous de jouer (Full-Court Martial) de Stuart Gillard : Mme Klein
- 2006 : Les Sœurs Callum (Cow Belles) de Francine McDougall : Fran Walker
- 2014 : Le Courtier du cœur (Dear Viola) de Laurie Lynd : Peggy
- 2016 : Rivales sur la glace (Ice Girls) de Damian Lee : Tante Ginger
- 2016 : Enquête sur un crash (Brace for Impact) de Michel Poulette : Faradee Gilchrist
- 2019 : Noël à la une (Christmas 9 to 5) de Jill Carter : Rose Stark
- 2019 : Noël sous le signe du destin (The Christmas Club) de Jeff Beesley : Miss Maggie

## Théâtre (sélection)
(au festival de Stratford)
- 1987 : Cabaret, comédie musicale, musique de John Kander, lyrics de Fred Ebb, livret de Joe Masteroff : Sally Bowles
- 1993 : Le Songe d'une nuit d'été (A Midsummer Night's Dream), pièce de William Shakespeare : Helena
- 1993 : Le Malade imaginaire (The Imaginary Invalid) de Molière : Toinette
- 2002 : L'Opéra de quat'sous (The Threepenny Opera), pièce de Bertolt Brecht sur une musique de Kurt Weill : Mme Celia Peachum
- 2002 : Le Mouron rouge (The Scarlet Pimpernel), pièce de Beverly Cross, d'après les écrits de la baronne Emma Orczy sur le personnage éponyme : Lady Marguerite Blakeney
- 2004 : Blanches colombes et vilains messieurs (Guys and Dolls), comédie musicale, musique et lyrics de Frank Loesser, livret d'Abe Burrows et Jo Swerling : Miss Adelaide
- 2004 : Anything Goes, comédie musicale, musique et lyrics de Cole Porter, livret original de Guy Bolton et P. G. Wodehouse adapté par Howard Lindsay et Russel Crouse : Irma

## Distinctions (sélection)
- Prix Génie de la meilleure actrice gagné :
  - En 1988, pour Le Chant des sirènes ;
  - Et en 1993, pour The Lotus Eaters.